# Médaille Herschel
La médaille Herschel est une médaille de la Royal Astronomical Society, décernée pour des travaux remarquables dans le domaine de l'astrophysique observationnelle.

## Récipiendaires
- 1974 John Paul Wild
- 1977 Arno Penzias et Robert Woodrow Wilson
- 1980 Gérard de Vaucouleurs
- 1983 William W. Morgan
- 1986 Albert Boggess et Robert Wilson (en)
- 1989 Jocelyn Bell Burnell
- 1992 Andrew Lyne
- 1995 George Isaak
- 1998 Gerry Neugebauer
- 2001 Patrick Thaddeus (en)
- 2004 Keith Horne (en)
- 2006 Govind Swarup (en)
- 2008 Max Pettini (en)
- 2010 James Hough
- 2012 Michael Irwin
- 2013 Michael Kramer
- 2014 Reinhard Genzel
- 2015 Stephen Eales (en)
- 2016 James S. Dunlop
- 2017 Simon Lilly (en)
- 2018 Tom Marsh (en)
- 2019 Nial Tanvir (en)
- 2020 Rob Fender
- 2021 Stephen Smartt (en)
- 2022 Catherine Heymans
- 2023 Heino Falcke